# Shell and Pennzoil Grand Prix of Houston 2013
Der Shell and Pennzoil Grand Prix of Houston 2013 fand am 5. und 6. Oktober auf dem M.D. Anderson Cancer Center Speedway in Houston, Texas, Vereinigte Staaten statt und war das 17. und 18. Rennen der IndyCar Series 2013.

## Berichte

### Hintergrund
Nach dem Grand Prix of Baltimore führte Hélio Castroneves in der Fahrerwertung mit 49 Punkten auf Scott Dixon und 70 Punkten auf Simon Pagenaud. Castroneves hatte bei dieser Veranstaltung die Möglichkeit, den Titel vorzeitig für sich zu entscheiden.
Nachdem der Grand Prix of Houston letztmals 2007 im Rahmen der Champ-Car-Serie ausgetragen worden war, kehrte er 2013 in den Rennkalender der IndyCar-Series zurück.
Der Shell and Pennzoil Grand Prix of Houston war die dritte Double-Header-Veranstaltung der IndyCar Series 2013 nach dem Chevrolet Indy Dual in Detroit und dem Honda Indy Toronto. Für beide Rennen gab es ein eigenes Qualifying und es gab in beiden Rennen die volle Punktzahl.
Der ursprüngliche Zeitplan, sah ein Training sowie das erste Qualifying für den Freitag, das zweite Qualifying und das erste Rennen für den Samstag und das Abschlusstraining und das zweite Rennen für den Sonntag vor. Aufgrund eines Problems mit dem Streckenbelag im Bereich der ersten Kurve wurde das Training jedoch erst mit 150-minütiger Verspätung begonnen. Daher wurde der Zeitplan vollständig geändert. Anstelle einer 90-minütigen Trainingssitzung wurden am Freitag zwei 45-minütige Trainings durchgeführt. Das Abschlusstraining und das erste Qualifying wurden auf den Samstag, das zweite Qualifying auf den Sonntag verschoben. Um einen Trainingsbetrieb am Freitag zu ermöglichen, wurde für diesen Tag eine temporäre Schikane in der ersten Kurve errichtet, da die Ausbesserungsarbeiten am Streckenbelag noch nicht abgeschlossen waren. Für den Streckenaufbau hatten die Veranstalter vier Tage Zeit, da die Strecke auf den Parkplätzen des Reliant Parks temporär errichtet wurde, die in der Woche vor dem Grand Prix noch für ein NFL-Spiel der Houston Texans im angrenzenden Reliant Stadium benötigt worden war. Aufgrund der kurzen Aufbauphase war es nicht möglich gewesen, die Ausbesserungsarbeiten rechtzeitig durchzuführen.
Beim Shell and Pennzoil Grand Prix of Houston 2013 standen den Fahrern pro Rennen insgesamt 150 Sekunden zur Nutzung des Push-To-Pass-Buttons zu. Die Überholhilfe durfte pro Rennen zehnmal aktiviert werden.
Im Starterfeld gab es eine Änderung zur vorherigen Veranstaltung. Mike Conway kehrte zu Dale Coyne Racing zurück und löste Stefan Wilson planmäßig ab. Conway kam 2013 für Dale Coyne Racing nur bei den Double Headern zum Einsatz.
Mit Sébastien Bourdais (zweimal) und Dario Franchitti (einmal) traten zwei ehemalige Sieger zu diesem Grand Prix an. Franchitti gewann den Grand Prix of Houston jedoch nicht auf dieser Strecke, sondern auf dem Houston Street Circuit, der von 1998 bis 2001 Austragungsort des Rennens war.
Der Shell and Pennzoil Grand Prix of Houston 2013 war die letzte IndyCar-Veranstaltung, an der Franchitti als aktiver Rennfahrer teilnahm. Franchitti hatte in seiner Laufbahn viermal einen IndyCar-Titel geholt. Er hat insgesamt 31 Rennen in der IndyCar Series und CART-Serie gewonnen. Franchitti hat 265 Rennen in den höchsten Serien des amerikanischen Formelsports absolviert.

### Training
Aufgrund der Probleme mit dem Streckenbelag wurde das ursprünglich geplante 90-minütige Training durch zwei 45-minütige Einheiten ersetzt. In beiden Trainings gab es eine temporäre Schikane in der ersten Kurve.
Im ersten Training fuhr Will Power die Bestzeit vor Dixon und seinem Teamkollegen Castroneves. Das Training wurde aufgrund von Zwischenfällen viermal unterbrochen. Zunächst sorgte eine Pylone in der zweiten Kurve für eine Unterbrechung. Anschließend rollte Bourdais aus. Die dritte Unterbrechung löste Josef Newgarden mit einem Abflug in der temporären Schikane aus. Die letzte Unterbrechung wurde nach einem Ausrutscher Ryan Hunter-Reays in der zweiten Kurve notwendig. Die Fahrzeuge von Newgarden und Hunter-Reay wurden bei den Zwischenfällen erheblich beschädigt.
Im zweiten Training übernahm Justin Wilson die Führungsposition vor Power und Tristan Vautier. Wilson erzielte die schnellste Zeit am Freitag. Castroneves und Ed Carpenter drehten sich in diesem Training je zweimal in der zweiten Kurve und vermied bei den Drehern einen Einschlag. Die vier Dreher lösten jeweils einen Abbruch aus. Eine weitere Unterbrechung wurde notwendig, nachdem James Hinchcliffe mit technischen Problemen stehen geblieben war. Newgarden nahm nicht am zweiten Training teil.

### Abschlusstraining
Aufgrund der Änderungen des Zeitplans fand das Abschlusstraining am Samstag und nicht wie ursprünglich geplant am Sonntag statt. Power fuhr die schnellste Runde vor Pagenaud und Luca Filippi.

### 1. Qualifying
Wegen der Änderung des Terminplans, wurde das erste Qualifying nicht wie ursprünglich geplant im für Straßenkurse üblichen dreigeteilten IndyCar-Modus ausgetragen. Stattdessen wurde das Starterfeld in zwei Gruppen geteilt. Jede Gruppe hatte 12 Minuten Zeit. Am Ende erhielt der Gesamtschnellste Fahrer die Pole-Position. Die anderen Fahrer aus der Gruppe des Pole-Setters wurden anhand ihrer Rundenzeit auf die ungeraden Positionen verteilt, die übrigen Piloten auf die geraden. Die beiden Gruppenschnellsten erhielten einen Bonuspunkt.
In der ersten Gruppe war Power am schnellsten vor Bourdais und Simona de Silvestro. Vautier wurden seine Zeiten gestrichen, da er eine rote Flagge ausgelöst hatte. Durch den Unfall verkürzte sich das Qualifying für die erste Gruppe auf etwa fünf Minuten. Power setzte seine Zeit auf der härteren Black-Reifenmischung. In der zweiten Gruppe fuhr Takuma Satō die schnellste Runde vor Dixon und Pagenaud. Damit lagen in der ersten Gruppe drei Chevrolet-Piloten vorne, während in der zweiten Gruppe drei Honda-Fahrer das Feld anführten. Satō war der Gesamtschnellste und erhielt damit die Pole-Position. Es war die erste Pole-Position für A. J. Foyt Enterprises seit Billy Boat beim Kobalt Mechanics Tools 500 1999.
Castroneves, der Gesamtführende, erreichte mit dem 22. Platz sein schlechtestes Qualifikationsergebnis des Jahres. Bourdais, Franchitti und Graham Rahal wurden wegen außerplanmäßiger Motorenwechsel um 10 Positionen nach hinten versetzt.

### 1. Rennen
Das Rennen wurde stehend gestartet. Der erste Start wurde abgebrochen, da Charlie Kimball sein Fahrzeug abgewürgt hatte. Nach einer Runde unter gelben Flaggen reihten sich die Fahrer erneut zum stehenden Start in die Startaufstellung ein. Diesmal fuhren alle Piloten los. Hinchcliffe, der auf dem sechsten Startplatz stand, fuhr aber nur mit einer sehr geringen Geschwindigkeit an. Carpenter schaffte es nicht, Hinchcliffe auszuweichen, und fuhr in dessen Fahrzeug ein, wodurch eine Gelbphase ausgelöst wurde. Für Hinchcliffe war das Rennen beendet. Carpenters Fahrzeug wurde zur Reparatur an die Box gebracht. Er nahm das Rennen nach einiger Zeit wieder auf und kam mit 60 Runden Rückstand ins Ziel. Während der Gelbphase blieb auch Vautier stehen. Auch er nahm das Rennen mit großem Rückstand wieder auf und kam mit 58 Runden Rückstand auf den Führenden ins Ziel.
Noch vor dem Restart ging Satō an die Box, da er einen schleichenden Plattfuß hatte. Dadurch übernahm Power die Führung, die er beim Restart verteidigte. Power und Dixon setzten sich im Folgenden vom restlichen Feld ab und fuhren einen Vorsprung von über zehn Sekunden auf die folgenden Piloten heraus. Beide Piloten blieben mit am längsten auf der Strecke. In der 36. Runde absolvierte Dixon seinen ersten Stopp, in der 37. Power. Da Powers Boxencrew Probleme mit dem Wagenheber hatte, dauerte sein Stopp etwas länger als der von Dixon. Diese Zeit reichte Dixon, um die Führung des Rennens zu übernehmen.
Wenig später drehte sich Franchitti in der dritten Kurve und löste damit die dritte Gelbphase aus. Dixon lag in Führung vor Power, Pagenaud, Filippi, Bourdais, de Silvestro, Hunter-Reay, E. J. Viso, Kimball und Oriol Servià. Beim Restart gingen Filippi, Bourdais und de Silvestro an Pagenaud vorbei, der auf der härteren Black-Reifenmischung unterwegs war. Während des zweiten Stints änderte sich das Kräfteverhältnis in dieser Gruppe jedoch wieder und Pagenaud ging in der 53. Runde wieder an de Silvestro vorbei. Beim Boxenstopp der beiden in der 61. Runde änderte sich nichts an der internen Reihenfolge. In der Zwischenzeit war Hunter-Reay mit einem Elektrikproblem ausgefallen und Tony Kanaan fuhr dem Feld mit großem Rückstand hinterher, nachdem er einen Reparaturstopp nach Bremsproblemen durchgeführt hatte. Kanaan kam schließlich mit 56 Runden Rückstand ins Ziel. Auch Castroneves fuhr dem Feld hinterher. Nach Reparaturarbeiten am Getriebe hatte er mehrere Runden Rückstand. Dadurch absolvierte er zum ersten Mal in dieser Saison nicht alle Runden.
Kurz nachdem Dixon in der 64. Runde zu seinem zweiten und letzten Stopp an die Box gegangen war, blieb Servià in der dritten Kurve mit Benzindruckproblemen stehen. Servià konnte das Rennen nicht mehr wieder aufnehmen. Da die Boxengasse zunächst geschlossen wurde, waren Power, Filippi und Bourdais, die ihren letzten Stopp noch nicht absolviert hatten, im Nachteil. Bourdais entschied sich für einen Boxenstopp in der Gelbphase, nachdem die Box wieder geöffnet war, Power und Filippi blieben auf der Strecke. Beim Restart behielten die beiden die ersten zwei Positionen vor Dixon. Pagenaud fiel abermals zurück und de Silvestro, Wilson und Conway gingen an ihm vorbei.
Wenig später fuhr Satō nach einem Zweikampf mit James Jakes in der dritten Kurve in den Reifenstapel. Dadurch wurde eine weitere Gelbphase ausgelöst. Satō nahm das Rennen kurz wieder auf, gab aber vor dem Rennende auf. Um dem havarierten Fahrzeug auszuweichen, fuhren Conway und Castroneves in der Gelbphase in die Auslaufzone. Power und Filippi gingen nun auch an die Box, sodass Dixon wieder die Führung übernahm.
Dixon behielt die erste Position beim Restart vor de Silvestro, Wilson, Pagenaud und Newgarden. Eine Runde später gab es eine weitere Gelbphase, da Castroneves vor der dritten Kurve stehen geblieben war. Beim folgenden Restart verteidigte Dixon seine Führung souverän und fuhr in den nächsten Runden mit einem soliden Vorsprung vor dem restlichen Feld. Vier Runden vor Schluss hatte Conway in der neunten Kurve einen Unfall, der zu einer Gelbphase führte. Das Rennen wurde nicht mehr freigegeben und ging unter gelben Flaggen zu Ende.
Dixon gewann das Rennen somit vor de Silvestro und Wilson. Es war de Silvestros erste Podest-Platzierung bei ihrem 63. IndyCar-Start. Es war die zweite IndyCar-Podest-Platzierung einer Fahrerin auf einem Straßenkurs nach Danica Patricks zweiten Platz in Detroit 2007. Auf den Ovalen haben Patrick und Sarah Fisher bereits Podest-Platzierungen erzielt und Patrick ein Rennen gewonnen.
Pagenaud, Newgarden, Jakes, Rahal, Bourdais, Viso und Filippi komplettierten die Top 10. Es war Filippis erste Top-10-Platzierung bei seinem dritten Start.
Dixon machte 41 Punkte auf den Führenden Castroneves gut und reduzierte den Abstand auf acht Punkte.

### 2. Qualifying
Aufgrund starker Regenfälle vor dem Qualifying war zu viel Wasser auf der Strecke, dass das Qualifying abgesagt werden musste. Aus diesem Grund wurde kein Bonuspunkt für den Pole-Setter vergeben. Die Startaufstellung wurde durch die Entrant-Punkte ermittelt.
Bezüglich der Startaufstellung gab es zunächst eine fehlerhafte Veröffentlichung durch die Rennserie. Man nahm den aktuellen Stand der Entrant-Tabelle als Grundlage, sodass Dixon die Pole-Position vor Castroneves und Pagenaud erhielt. Castroneves führte zwar in der Fahrerwertung mit acht Punkten vor Dixon, sein Fahrzeug lag in der Entrant-Wertung jedoch sieben Punkte hinter Dixons Rennwagen. Der Grund für diesen Unterschied war ein Punktabzug ausschließlich in der Entrant-Wertung nach Castroneves Sieg beim Firestone 550, bei dem der Diffusor-Auslass seines Fahrzeugs nicht dem Reglement entsprochen hatte. Das IndyCar-Reglement sieht für einen Fall der Absage eines Qualifyings allerdings vor, dass die Entrant-Wertung zu Beginn der Veranstaltung betrachtet wird. Diese führte Castroneves an, sodass er die Pole-Position vor Dixon und Pagenaud erhielt. Im restlichen Starterfeld gab es auch kleinere Veränderungen.

### 2. Rennen
Das Rennen wurde stehend gestartet. Der erste Versuch wurde abgebrochen. Beim zweiten Mal behielt Castroneves die Führung vor Dixon. Kurz darauf wurde das Rennen neutralisiert. De Silvestro ist in einem Zug an Rahal und Vautier vorbeigefahren, die bei dem Manöver beide in die Mauer fuhren. Beide Fahrer nahmen das Rennen wieder auf, Rahal ließ sich seinen Frontflügel wechseln. De Silvestro wurde daraufhin mit einer Durchfahrtsstrafe belegt. Beim Restart behielt Castroneves erneut die Führung. Allerdings erlitt Castroneves in der elften Runde einen Getriebeschaden und blieb stehen. Dixon übernahm die Führung, es gab erneut eine Gelbphase und Castroneves wurde zur Reparatur an die Box gebracht. Penske gelang es zwar, Castroneves Fahrzeug wieder zu reparieren, allerdings hatte er zu diesem Zeitpunkt bereits 36 Runden Rückstand. Castroneves nahm das Rennen schließlich wieder auf und wurde mit 37 Runden Rückstand 23 und damit Vorletzter.
Während Dixon in Führung lag, gab es im zweiten Renndrittel zwei Gelbphasen. Zunächst hatte Filippi einen Unfall in der sechsten Kurve. Er nahm das Rennen wieder auf. Anschließend verunfallte Kanaan in der siebten Kurve. Kanaan ging nicht wieder ins Rennen. Eine Runde nach dem zweiten Restart ging Power an Dixon vorbei in Führung.
Während Power das Rennen gefolgt von Dixon anführte, gab es im letzten Renndrittel vier Zwischenfälle, die Gelbphasen zur Folge hatten. Zunächst blieb Carpenter in der dritten Kurve stehen. Das Rennen war für ihn beendet. Anschließend lagen Trümmerteile in der achten Kurve. Später drehte Newgarden Marco Andretti und wurde darauf mit einer Durchfahrtsstrafe belegt.
In der letzten Runde kam es zu einem schweren Unfall in der fünften Kurve. Satō geriet auf Reifenabrieb und verlor dabei die Kontrolle über sein Fahrzeug. Franchitti schaffte es nicht mehr auszuweichen und fuhr auf. Er stieg auf und wurde in den Fangzaun geschleudert. Der Fangzaun wurde dabei beschädigt und Trümmerteile flogen auf die Tribüne. Dabei wurden 15 Personen verletzt. Zwei von ihnen mussten ins Krankenhaus. Viso verunfallte ebenfalls, da er den havarierten Fahrzeugen auswich. Franchitti wurde bei dem Unfall schwer verletzt und ins nahe gelegene Krankenhaus gebracht. Er brach sich den rechten Knöchel, zog sich zwei Wirbelfrakturen zu und erlitt eine Gehirnerschütterung. Die Wirbelverletzung erforderte keine Operation, während die Knöchelfraktur direkt nach dem Rennen operiert wurde. Er fiel in Folge des Unfalls für das letzte Saisonrennen aus. Sechs Tage nach dem Unfall wurde Franchitti aus dem Krankenhaus entlassen, er musste sich anschließend jedoch noch einer weiteren Operation am Knöchel unterziehen. Auf Rat seiner Ärzte entschied sich Franchitti etwa einen Monat nach dem Unfall dafür, nicht mehr ins Renncockpit zurückzukehren und seine Karriere zu beenden.
Power, der zudem die meisten Führungsrunden erzielt hatte, gewann das Rennen indes vor Dixon, Hinchcliffe, Wilson und Bourdais. Die Top 10 wurden von Pagenaud, Servià, Kimball, Conway und de Silvestro komplettiert. Es war Powers 20. IndyCar-Sieg, der damit mit Earl Cooper auf den 21. Platz in der ewigen Siegerliste gleichzog.
In der Meisterschaft übernahm Dixon die Führung vor Castroneves und baute einen Vorsprung von 25 Punkten auf. Dixon hatte damit an dem Wochenende 74 Punkte mehr als Castroneves erzielt.

## Meldeliste
Alle Teams und Fahrer verwendeten das Chassis Dallara DW12 mit einem Aero-Kit von Dallara und Reifen von Firestone.
| Team                                   | Nr. | Fahrer              | Motor     |
| -------------------------------------- | --- | ------------------- | --------- |
| Andretti Autosport                     | 01  | Ryan Hunter-Reay    | Chevrolet |
| Andretti Autosport                     | 25  | Marco Andretti      | Chevrolet |
| Andretti Autosport                     | 27  | James Hinchcliffe   | Chevrolet |
| Team Penske                            | 03  | Hélio Castroneves   | Chevrolet |
| Team Penske                            | 12  | Will Power          | Chevrolet |
| Panther Racing                         | 04  | Oriol Servià        | Chevrolet |
| Team Venezuela/Andretti Autosport/HVM  | 05  | E. J. Viso          | Chevrolet |
| Dragon Racing                          | 06  | Sebastian Saavedra  | Chevrolet |
| Dragon Racing                          | 07  | Sébastien Bourdais  | Chevrolet |
| Target Chip Ganassi Racing             | 09  | Scott Dixon         | Honda     |
| Target Chip Ganassi Racing             | 10  | Dario Franchitti    | Honda     |
| KV Racing Technology                   | 11  | Tony Kanaan         | Chevrolet |
| KV Racing Technology                   | 78  | Simona de Silvestro | Chevrolet |
| A. J. Foyt Enterprises                 | 14  | Takuma Satō         | Honda     |
| Rahal Letterman Lanigan Racing         | 15  | Graham Rahal        | Honda     |
| Rahal Letterman Lanigan Racing         | 16  | James Jakes         | Honda     |
| Dale Coyne Racing                      | 18  | Mike Conway         | Honda     |
| Dale Coyne Racing                      | 19  | Justin Wilson       | Honda     |
| Ed Carpenter Racing                    | 20  | Ed Carpenter        | Chevrolet |
| Schmidt Peterson Motorsports           | 55  | Tristan Vautier     | Honda     |
| Sarah Fisher Hartman Racing            | 67  | Josef Newgarden     | Honda     |
| Schmidt Hamilton Motorsports           | 77  | Simon Pagenaud      | Honda     |
| Novo Nordisk Chip Ganassi Racing       | 83  | Charlie Kimball     | Honda     |
| Bryan Herta Autosport w/Curb-Agajanian | 98  | Luca Filippi        | Honda     |

Quelle: 

## Klassifikationen

### 1. Qualifying
| Pos. | Fahrer              | Team                                   | Fahrzeug          | Gruppe 1   | Gruppe 2  | Start |
| ---- | ------------------- | -------------------------------------- | ----------------- | ---------- | --------- | ----- |
| 01   | Takuma Satō         | A. J. Foyt Enterprises                 | Dallara-Honda     | —          | 1:00,4535 | 01    |
| 02   | Will Power          | Team Penske                            | Dallara-Chevrolet | 1:01,1524  | —         | 02    |
| 03   | Scott Dixon         | Target Chip Ganassi Racing             | Dallara-Honda     | —          | 1:00,6057 | 03    |
| 04   | Sébastien Bourdais  | Dragon Racing                          | Dallara-Chevrolet | 1:01,4911  | —         | 14    |
| 05   | Simon Pagenaud      | Schmidt Hamilton Motorsports           | Dallara-Honda     | —          | 1:00,6184 | 04    |
| 06   | Simona de Silvestro | KV Racing Technology                   | Dallara-Chevrolet | 1:01,5527  | —         | 05    |
| 07   | James Hinchcliffe   | Andretti Autosport                     | Dallara-Chevrolet | —          | 1:01,2123 | 06    |
| 08   | Luca Filippi        | Bryan Herta Autosport w/Curb-Agajanian | Dallara-Honda     | 1:01,6520  | —         | 07    |
| 09   | E. J. Viso          | Team Venezuela/Andretti Autosport/HVM  | Dallara-Chevrolet | —          | 1:01,3274 | 08    |
| 10   | Dario Franchitti    | Target Chip Ganassi Racing             | Dallara-Honda     | 1:01,7201  | —         | 20    |
| 11   | James Jakes         | Rahal Letterman Lanigan Racing         | Dallara-Honda     | —          | 1:01,3678 | 09    |
| 12   | Marco Andretti      | Andretti Autosport                     | Dallara-Chevrolet | 1:01,7907  | —         | 10    |
| 13   | Mike Conway         | Dale Coyne Racing                      | Dallara-Honda     | —          | 1:01,5154 | 11    |
| 14   | Justin Wilson       | Dale Coyne Racing                      | Dallara-Honda     | 1:01,8065  | —         | 12    |
| 15   | Tony Kanaan         | KV Racing Technology                   | Dallara-Chevrolet | —          | 1:01,5409 | 13    |
| 16   | Ryan Hunter-Reay    | Andretti Autosport                     | Dallara-Chevrolet | 1:01,8305  | —         | 15    |
| 17   | Charlie Kimball     | Novo Nordisk Chip Ganassi Racing       | Dallara-Honda     | —          | 1:01,6329 | 16    |
| 18   | Oriol Servià        | Panther Racing                         | Dallara-Chevrolet | 1:01,9043  | —         | 17    |
| 19   | Graham Rahal        | Rahal Letterman Lanigan Racing         | Dallara-Honda     | —          | 1:02,0140 | 24    |
| 20   | Josef Newgarden     | Sarah Fisher Hartman Racing            | Dallara-Honda     | 1:02,1588  | —         | 18    |
| 21   | Sebastian Saavedra  | Dragon Racing                          | Dallara-Chevrolet | —          | 1:02,1175 | 19    |
| 22   | Hélio Castroneves   | Team Penske                            | Dallara-Chevrolet | 1:02,2823  | —         | 21    |
| 23   | Ed Carpenter        | Ed Carpenter Racing                    | Dallara-Chevrolet | —          | 1:03,5193 | 22    |
| 24   | Tristan Vautier     | Schmidt Peterson Motorsports           | Dallara-Honda     | keine Zeit | —         | 23    |

Anmerkungen
1. ↑  Sébastien Bourdais wurde aufgrund eines vorzeitigen Motorenwechsels um 10 Positionen nach hinten versetzt.
2. ↑  Dario Franchitti wurde aufgrund eines vorzeitigen Motorenwechsels um 10 Positionen nach hinten versetzt.
3. ↑  Graham Rahal wurde aufgrund eines vorzeitigen Motorenwechsels um 10 Positionen nach hinten versetzt.

Quellen: 

### 1. Rennen
| Pos. | Fahrer              | Team                                   | Fahrzeug          | Runden | Zeit         | Start | Führungsrunden |
| ---- | ------------------- | -------------------------------------- | ----------------- | ------ | ------------ | ----- | -------------- |
| 01   | Scott Dixon         | Target Chip Ganassi Racing             | Dallara-Honda     | 90     | 1:54:48,3924 | 03    | 44             |
| 02   | Simona de Silvestro | KV Racing Technology                   | Dallara-Chevrolet | 90     | + 0,8781     | 05    | 0              |
| 03   | Justin Wilson       | Dale Coyne Racing                      | Dallara-Honda     | 90     | + 2,1432     | 12    | 0              |
| 04   | Simon Pagenaud      | Schmidt Hamilton Motorsports           | Dallara-Honda     | 90     | + 3,5492     | 04    | 0              |
| 05   | Josef Newgarden     | Sarah Fisher Hartman Racing            | Dallara-Honda     | 90     | + 4,2293     | 18    | 0              |
| 06   | James Jakes         | Rahal Letterman Lanigan Racing         | Dallara-Honda     | 90     | + 5,4614     | 09    | 0              |
| 07   | Graham Rahal        | Rahal Letterman Lanigan Racing         | Dallara-Honda     | 90     | + 6,0983     | 24    | 0              |
| 08   | Sébastien Bourdais  | Dragon Racing                          | Dallara-Chevrolet | 90     | + 6,8946     | 14    | 0              |
| 09   | E. J. Viso          | Team Venezuela/Andretti Autosport/HVM  | Dallara-Chevrolet | 90     | + 8,1873     | 08    | 0              |
| 10   | Luca Filippi        | Bryan Herta Autosport w/Curb-Agajanian | Dallara-Honda     | 90     | + 9,3052     | 07    | 0              |
| 11   | Charlie Kimball     | Novo Nordisk Chip Ganassi Racing       | Dallara-Honda     | 90     | + 9,9622     | 16    | 0              |
| 12   | Will Power          | Team Penske                            | Dallara-Chevrolet | 90     | + 10,6455    | 02    | 40             |
| 13   | Marco Andretti      | Andretti Autosport                     | Dallara-Chevrolet | 90     | + 11,1431    | 10    | 0              |
| 14   | Sebastian Saavedra  | Dragon Racing                          | Dallara-Chevrolet | 89     | + 1 Runde    | 19    | 0              |
| 15   | Dario Franchitti    | Target Chip Ganassi Racing             | Dallara-Honda     | 89     | + 1 Runde    | 20    | 0              |
| 16   | Mike Conway         | Dale Coyne Racing                      | Dallara-Honda     | 85     | DNF          | 11    | 0              |
| 17   | Takuma Satō         | A. J. Foyt Enterprises                 | Dallara-Honda     | 82     | DNF          | 01    | 06             |
| 18   | Hélio Castroneves   | Team Penske                            | Dallara-Chevrolet | 80     | + 10 Runden  | 21    | 0              |
| 19   | Oriol Servià        | Panther Racing                         | Dallara-Chevrolet | 63     | DNF          | 17    | 0              |
| 20   | Ryan Hunter-Reay    | Andretti Autosport                     | Dallara-Chevrolet | 57     | DNF          | 15    | 0              |
| 21   | Tony Kanaan         | KV Racing Technology                   | Dallara-Chevrolet | 34     | + 56 Runden  | 13    | 0              |
| 22   | Tristan Vautier     | Schmidt Peterson Motorsports           | Dallara-Honda     | 32     | + 58 Runden  | 23    | 0              |
| 23   | Ed Carpenter        | Ed Carpenter Racing                    | Dallara-Chevrolet | 30     | + 60 Runden  | 22    | 0              |
| 24   | James Hinchcliffe   | Andretti Autosport                     | Dallara-Chevrolet | 01     | DNF          | 06    | 0              |

Quellen: 

#### Führungsabschnitte
| Abschnitt | Runden | Fahrer      |
| --------- | ------ | ----------- |
| 1         | 1–6    | Takuma Satō |
| 2         | 7–37   | Will Power  |
| 3         | 38–63  | Scott Dixon |
| 4         | 64–72  | Will Power  |
| 5         | 73–90  | Scott Dixon |

Quellen: 

#### Gelbphasen
| Nr. | Dauer | Runden | Grund für Gelbphase                                                                |
| --- | ----- | ------ | ---------------------------------------------------------------------------------- |
| 1   | 1     | 1      | Startabbruch                                                                       |
| 2   | 2–8   | 7      | Kontakt: Ed Carpenter (#20) und James Hinchcliffe (#27) auf der Start-Ziel-Geraden |
| 3   | 39–43 | 5      | Dreher: Dario Franchitti (#10) in Kurve 3                                          |
| 4   | 65–69 | 5      | Stillstand: Oriol Servià (#4) in Kurve 3                                           |
| 5   | 73–76 | 4      | Kontakt: Takuma Satō (#14) in Kurve 3                                              |
| 6   | 78–79 | 2      | Stillstand: Hélio Castroneves (#3) in Kurve 3                                      |
| 7   | 88–90 | 3      | Kontakt: Mike Conway (#18) in Kurve 9                                              |

Quellen: 

### 2. Qualifying
| Pos. | Fahrer              | Team                                   | Fahrzeug          | Entrant-Punkte | Start |
| ---- | ------------------- | -------------------------------------- | ----------------- | -------------- | ----- |
| 01   | Hélio Castroneves   | Team Penske                            | Dallara-Chevrolet | 486            | 01    |
| 02   | Scott Dixon         | Target Chip Ganassi Racing             | Dallara-Honda     | 452            | 02    |
| 03   | Simon Pagenaud      | Schmidt Hamilton Motorsports           | Dallara-Honda     | 431            | 03    |
| 04   | Marco Andretti      | Andretti Autosport                     | Dallara-Chevrolet | 430            | 04    |
| 05   | Ryan Hunter-Reay    | Andretti Autosport                     | Dallara-Chevrolet | 427            | 05    |
| 06   | Justin Wilson       | Dale Coyne Racing                      | Dallara-Honda     | 393            | 06    |
| 07   | Dario Franchitti    | Target Chip Ganassi Racing             | Dallara-Honda     | 388            | 07    |
| 08   | James Hinchcliffe   | Andretti Autosport                     | Dallara-Chevrolet | 376            | 08    |
| 09   | Will Power          | Team Penske                            | Dallara-Chevrolet | 371            | 09    |
| 10   | Charlie Kimball     | Novo Nordisk Chip Ganassi Racing       | Dallara-Honda     | 363            | 10    |
| 11   | Tony Kanaan         | KV Racing Technology                   | Dallara-Chevrolet | 346            | 11    |
| 12   | E. J. Viso          | Team Venezuela/Andretti Autosport/HVM  | Dallara-Chevrolet | 304            | 12    |
| 13   | Sébastien Bourdais  | Dragon Racing                          | Dallara-Chevrolet | 297            | 13    |
| 14   | Josef Newgarden     | Sarah Fisher Hartman Racing            | Dallara-Honda     | 291            | 14    |
| 15   | Takuma Satō         | A. J. Foyt Enterprises                 | Dallara-Honda     | 278            | 15    |
| 16   | Mike Conway         | Dale Coyne Racing                      | Dallara-Honda     | 278            | 16    |
| 17   | Simona de Silvestro | KV Racing Technology                   | Dallara-Chevrolet | 278            | 17    |
| 18   | Ed Carpenter        | Ed Carpenter Racing                    | Dallara-Chevrolet | 277            | 18    |
| 19   | Graham Rahal        | Rahal Letterman Lanigan Racing         | Dallara-Honda     | 266            | 19    |
| 20   | James Jakes         | Rahal Letterman Lanigan Racing         | Dallara-Honda     | 244            | 20    |
| 21   | Oriol Servià        | Panther Racing                         | Dallara-Chevrolet | 243            | 21    |
| 22   | Tristan Vautier     | Schmidt Peterson Motorsports           | Dallara-Honda     | 230            | 22    |
| 23   | Luca Filippi        | Bryan Herta Autosport w/Curb-Agajanian | Dallara-Honda     | 199            | 23    |
| 24   | Sebastian Saavedra  | Dragon Racing                          | Dallara-Chevrolet | 196            | 24    |

Quellen: 

### 2. Rennen
| Pos. | Fahrer              | Team                                   | Fahrzeug          | Runden | Zeit         | Start | Führungsrunden |
| ---- | ------------------- | -------------------------------------- | ----------------- | ------ | ------------ | ----- | -------------- |
| 01   | Will Power          | Team Penske                            | Dallara-Chevrolet | 90     | 1:52:28,9525 | 09    | 51             |
| 02   | Scott Dixon         | Target Chip Ganassi Racing             | Dallara-Honda     | 90     | + 0,8286     | 02    | 29             |
| 03   | James Hinchcliffe   | Andretti Autosport                     | Dallara-Chevrolet | 90     | + 4,3629     | 08    | 0              |
| 04   | Justin Wilson       | Dale Coyne Racing                      | Dallara-Honda     | 90     | + 5,0234     | 06    | 0              |
| 05   | Sébastien Bourdais  | Dragon Racing                          | Dallara-Chevrolet | 90     | + 8,0120     | 13    | 0              |
| 06   | Simon Pagenaud      | Schmidt Hamilton Motorsports           | Dallara-Honda     | 90     | + 11,0712    | 03    | 0              |
| 07   | Oriol Servià        | Panther Racing                         | Dallara-Chevrolet | 90     | + 14,0815    | 21    | 0              |
| 08   | Charlie Kimball     | Novo Nordisk Chip Ganassi Racing       | Dallara-Honda     | 90     | + 15,1566    | 10    | 0              |
| 09   | Mike Conway         | Dale Coyne Racing                      | Dallara-Honda     | 90     | + 15,5568    | 16    | 0              |
| 10   | Simona de Silvestro | KV Racing Technology                   | Dallara-Chevrolet | 90     | + 31,3618    | 17    | 0              |
| 11   | Tristan Vautier     | Schmidt Peterson Motorsports           | Dallara-Honda     | 90     | + 32,3618    | 22    | 0              |
| 12   | Sebastian Saavedra  | Dragon Racing                          | Dallara-Chevrolet | 90     | + 38,3799    | 24    | 0              |
| 13   | Josef Newgarden     | Sarah Fisher Hartman Racing            | Dallara-Honda     | 90     | + 1:19,5633  | 14    | 0              |
| 14   | Takuma Satō         | A. J. Foyt Enterprises                 | Dallara-Honda     | 89     | DNF          | 15    | 0              |
| 15   | Dario Franchitti    | Target Chip Ganassi Racing             | Dallara-Honda     | 89     | DNF          | 07    | 0              |
| 16   | E. J. Viso          | Team Venezuela/Andretti Autosport/HVM  | Dallara-Chevrolet | 89     | DNF          | 12    | 0              |
| 17   | James Jakes         | Rahal Letterman Lanigan Racing         | Dallara-Honda     | 89     | + 1 Runde    | 20    | 0              |
| 18   | Graham Rahal        | Rahal Letterman Lanigan Racing         | Dallara-Honda     | 88     | + 2 Runden   | 19    | 0              |
| 19   | Luca Filippi        | Bryan Herta Autosport w/Curb-Agajanian | Dallara-Honda     | 88     | + 2 Runden   | 23    | 0              |
| 20   | Marco Andretti      | Andretti Autosport                     | Dallara-Chevrolet | 88     | + 2 Runden   | 04    | 0              |
| 21   | Ryan Hunter-Reay    | Andretti Autosport                     | Dallara-Chevrolet | 87     | + 3 Runden   | 05    | 0              |
| 22   | Ed Carpenter        | Ed Carpenter Racing                    | Dallara-Chevrolet | 61     | DNF          | 18    | 0              |
| 23   | Hélio Castroneves   | Team Penske                            | Dallara-Chevrolet | 53     | + 37 Runden  | 01    | 10             |
| 24   | Tony Kanaan         | KV Racing Technology                   | Dallara-Chevrolet | 32     | DNF          | 11    | 0              |

Quellen: 

#### Führungsabschnitte
| Abschnitt | Runden | Fahrer            |
| --------- | ------ | ----------------- |
| 1         | 1–10   | Hélio Castroneves |
| 2         | 11–39  | Scott Dixon       |
| 3         | 40–90  | Will Power        |

Quellen: 

#### Gelbphasen
| Nr. | Dauer | Runden | Grund für Gelbphase                                                               |
| --- | ----- | ------ | --------------------------------------------------------------------------------- |
| 1   | 1     | 1      | Startabbruch                                                                      |
| 2   | 3–5   | 3      | Kontakt: Graham Rahal (#15) und Tristan Vautier (#55) in Kurve 8                  |
| 3   | 12–14 | 3      | Stillstand: Hélio Castroneves (#3) in Kurve 7                                     |
| 4   | 29–31 | 3      | Kontakt: Luca Filippi (#98) in Kurve 6                                            |
| 5   | 34–38 | 5      | Kontakt: Tony Kanaan (#11) in Kurve 7                                             |
| 6   | 62–66 | 5      | Stillstand: Ed Carpenter (#20) in Kurve 3                                         |
| 7   | 68–69 | 2      | Trümmerteile in Kurve 8                                                           |
| 8   | 74–76 | 3      | Kontakt: Marco Andretti (#25) und Josef Newgarden (#67) in Kurve 6                |
| 9   | 90    | 1      | Kontakt: E. J. Viso (#5), Dario Franchitti (#10) und Takuma Satō (#14) in Kurve 5 |

Quellen: 

## Punktestände nach dem Rennwochenende

### Fahrerwertung
Die Punktevergabe wird hier erläutert.
| Pos. | Fahrer             | Punkte |
| ---- | ------------------ | ------ |
| 01.  | Scott Dixon        | 546    |
| 02.  | Hélio Castroneves  | 521    |
| 03.  | Simon Pagenaud     | 491    |
| 04.  | Justin Wilson      | 460    |
| 05.  | Marco Andretti     | 457    |
| 06.  | Ryan Hunter-Reay   | 446    |
| 07.  | Will Power         | 444    |
| 08.  | Dario Franchitti   | 418    |
| 09.  | James Hinchcliffe  | 417    |
| 10.  | Charlie Kimball    | 406    |
| 11.  | Tony Kanaan        | 361    |
| 12.  | Sébastien Bourdais | 351    |
| 13.  | E. J. Viso         | 340    |

| Pos. | Fahrer              | Punkte |
| ---- | ------------------- | ------ |
| 14.  | Josef Newgarden     | 338    |
| 15.  | Simona de Silvestro | 338    |
| 16.  | Takuma Satō         | 309    |
| 17.  | Graham Rahal        | 304    |
| 18.  | Ed Carpenter        | 292    |
| 19.  | James Jakes         | 285    |
| 20.  | Tristan Vautier     | 257    |
| 21.  | Sebastian Saavedra  | 230    |
| 22.  | Oriol Servià        | 222    |
| 23.  | Mike Conway         | 185    |
| 24.  | Alex Tagliani       | 163    |
| 25.  | Ryan Briscoe        | 100    |
| 26.  | J. R. Hildebrand    | 93     |

| Pos. | Fahrer             | Punkte |
| ---- | ------------------ | ------ |
| 27.  | Ana Beatriz        | 72     |
| 28.  | Carlos Muñoz       | 67     |
| 29.  | A. J. Allmendinger | 65     |
| 30.  | Luca Filippi       | 53     |
| 31.  | Pippa Mann         | 29     |
| 32.  | James Davison      | 27     |
| 33.  | Stefan Wilson      | 14     |
| 34.  | Conor Daly         | 11     |
| 35.  | Townsend Bell      | 10     |
| 36.  | Lucas Luhr         | 8      |
| 37.  | Katherine Legge    | 8      |
| 38.  | Buddy Lazier       | 8      |